# Daniellia thurifera
Daniellia thurifera là một loài thực vật có hoa trong họ Đậu. Loài này được Benn. mô tả khoa học đầu tiên.